# Chan al-Umdan
Chan al-Umdan (arab. خان العمدان; hebr. חאן אל-עומדאן) – karawanseraj zlokalizowany na Starym Mieście Akki, na północy Izraela.

## Historia
Miasto Akka było ważnym portem morskim i ośrodkiem handlowym utrzymującym kontakty z prawie całym obszarem Morza Śródziemnego. Na Starym Mieście Akki zachowało się kilka zabytkowych karawanserajów, w których niegdyś zatrzymywały się karawany kupieckie. Jednym z nich jest położony przy porcie Akka, pochodzący z 1784 roku Chan al-Umdan. Wzniesiono go na ruinach królewskiego domu celnego z czasów krzyżowców. Ozdobą dziedzińca są granitowe kolumny przywiezione z rzymskiej Cezarei. To właśnie od nich karawanseraj wziął swoją nazwę - Chan Kolumn lub Chan Filarów (arab. Chan al-Umdan). W 1906 roku do zajazdu dobudowano osmańską wieżę zegarową, którą wzniesiono na cześć sułtana Abd-ul-Hamida II. Pod koniec XX wieku budynek przeszedł renowację i obecnie jest główną atrakcją turystyczną Starego Miasta. Jest także wykorzystywany jako otwarta scena na powietrzu podczas wszystkich ważniejszych wydarzeń kulturalnych w mieście.

## Architektura
Chan al-Umdan jest otwartym karawanserajem, w którym w przeszłości kupcy wyładowywali swoje towary na przestronnym wewnętrznym dziedzińcu. W jego centrum znajdował się marmurowy basen, wypełniony wodą z wodociągów. Dziedziniec jest ze wszystkich czterech stron otoczony dwukondygnacyjnym budynkiem. Najważniejszym elementem budowli są arkady z czterdziestu czerwonych marmurowych i czarnych granitowych kolumn. Stworzone w ten sposób zadaszenie daje schronienie przed ostrym słońcem. Na parterze mieściły się pomieszczenia dla zwierząt, magazyny oraz gospoda, natomiast piętro zajmował hotel dla podróżnych. Nad głównym wjazdem po stronie północnej wznosi się wieża zegarowa, z której rozciąga się rozległy widok na port.